# Sharon Jones & The Dap-Kings
Sharon Jones & The Dap-Kings er en Soul/Funk gruppe fra USA. Gruppen er kendt for at genskabe den originale funk-sound som prægede 1960-70'erne.[kilde mangler]
Dap-Kings har desuden fungeret som backingband for bl.a. Mark Ronson og Jay-Z.

## Diskografi
- Dap Dippin' with Sharon Jones and the Dap-Kings (Maj 2002, Daptone DAP-001)
- Naturally (Januar 2005, Daptone DAP-004)
- 100 Days, 100 Nights 2. okctober, 2007, Daptone DAP-012, World's Fair)
- I Learned the Hard Way (6. april, 2010, Daptone DAP-019)
- Soul Time! (Nov 1, 2011, Daptone DAP-024) (opsamling af uudgivede numre. Kun udigivet i Storbritannien)[1]
- Give the People What They Want (14. januar, 2014, Daptone DAP-032)